# Tami Tami
Tami Tami es una montaña rusa del parque temático PortAventura Park ubicada en el área SésamoAventura. Fue construida por Vekoma y fue inaugurada el 15 de julio de 1998.

## Descripción
Tami Tami fue inaugurada el 15 de julio de 1998, sustituyendo a la atracción Tifón, inaugurada esta última junto con el parque en 1995, pero cerrada y desmantelada debido a constantes problemas.
La montaña rusa transcurre por encima de un lago. Cuando se inauguró formaba parte del área Polynesia, pero al inaugurarse SésamoAventura en la temporada 2011 pasó a formar parte de dicha área. Durante la temporada 2010 estuvo cerrada debido a la construcción de SésamoAventura.

## Recorrido
Al salir de la atracción se hace una curva a izquierdas donde se encara la subida por ruedas de fricción hasta una altitud de 8 metros, allí se hace una hélice pronunciada de bajada a derechas seguido de un pequeño airtime y una curva a izquierdas pasando muy cerca de la estación, luego viene otra curva a izquierdas, una hélice de 360° en bajada a la derecha y finalmente los frenos finales seguidos de una curva a izquierdas para entrar a la estación.

### Atracciones de PortAventura Park
- Shambhala: Expedición al Himalaya
- Furius Baco
- Dragon Khan
- Grand Canyon Rapids
- Hurakan Condor
- Stampida
- Tomahawk
- El Diablo - Tren de la Mina
- Silver River Flume
- Ferrocarril Tour
- Tutuki Splash
- Sea Odyssey
- Templo del Fuego
- Fumanchú

- Datos: Q1979332